# Wittgendorf (Turíngia)
Wittgendorf é uma localidade e antigo município da Alemanha localizado no distrito de Saalfeld-Rudolstadt, estado de Turíngia. Desde julho de 2018, forma parte do município de Saalfeld/Saale.
Pertencia ao Verwaltungsgemeinschaft de Mittleres Schwarzatal.

## Demografia
Evolução dapopulação:
| Ano  | População |
| ---- | --------- |
| 1525 | 75        |
| 1664 | ~200      |
| 1852 | 388       |
| 1860 | 360       |
| 1910 | 310       |
| 2000 | 220       |
| 2006 | 210       |